# Pewee Valley
La ville de Pewee Valley est située dans le comté d’Oldham, dans l’État du Kentucky, aux États-Unis. Sa population s’élevait à 1 456 habitants lors du recensement de 2010, estimée à 1 547 habitants en 2016.

## Source
- (en) Cet article est partiellement ou en totalité issu de l’article de Wikipédia en anglais intitulé « Pewee Valley, Kentucky » (voir la liste des auteurs).